# Echinopyrrhosia arrogans
Echinopyrrhosia arrogans là một loài ruồi trong họ Tachinidae.